# Ole Stenen
Ole Stenen (* 29. August 1903 in Øyer; † 23. April 1975 in Oslo) war ein norwegischer Skisportler.

## Wissenswertes
Stensen trat für den Verein seiner Heimatstadt, den Øyer Idrettslag in den Disziplinen Skilanglauf, Nordische Kombination und Militärpatrouillenlauf an. Er hatte eine Körpergröße von etwa 1,70 m und war von Beruf Postbote.

Für seine Wettbewerbsleistungen wurde Stenen 1931 zusammen mit seinem Landsmann Hans Vinjarengen vom Nordre Land IL mit der Holmenkollen-Medaille geehrt.

## Wettkampferfolge
Den ersten bedeutenden Titel seiner Sportkarriere erzielte Stenen mit dem Sieg bei der Norwegischen Meisterschaft der Nordischen Kombination im Jahr 1928. Erneut konnte er den Norwegischen Meistertitel in dieser Disziplin 1931 holen, in der Disziplin 30-km-Langlauf zudem im Jahr 1929. Bei den Olympischen Winterspielen 1928 in St. Moritz war er Mitglied des norwegischen Siegerteams beim Demonstrationswettkampf Militärpatrouille. 1929 erzielte er bei der Nordischen Skiweltmeisterschaft in der nordischen Kombination Einzel (Normalschanze / 18 km) den zweiten Platz und holte sich der Nordischen Skiweltmeisterschaft 1931 im Skilanglauf über die 50-km-Distanz den Weltmeistertitel. Ebenso gewann er 1931 den 50-km-Langlauf-Wettbewerb des Holmenkollen Ski Festival. 1932 gewann er bei den Olympischen Winterspielen in Lake Placid die Silbermedaille in der nordischen Kombination und erzielte bei der 11. Nordischen Skiweltmeisterschaft 1934 in Sollefteå in der nordischen Kombination Einzel (Normalschanze / 18 km) den vierten Platz.